# Rotační těleso

Těleso vzniklé rotací kruhu (anuloid).

Rotační těleso je geometrické těleso, které vznikne rotací rovinného útvaru kolem přímky, která se označuje jako osa rotace, přičemž tato osa rotace leží ve stejné rovině jako daný geometrický útvar.

## Příklady rotačních těles
- kužel
- válec
- koule
- elipsoid
- hyperboloid
- paraboloid